# اچ‌ام‌اس داندی (ال۸۴)
اچ‌ام‌اس داندی (ال۸۴) (به انگلیسی: HMS Dundee (L84)) یک زیردریایی بود که طول آن ۲۸۱ فوت (۸۶ متر) بود. این زیردریایی در سال ۱۹۳۲ ساخته شد.